# Jozef Migaš
Jozef Migaš (ur. 7 stycznia 1954 w Pušovcach) – słowacki polityk i dyplomata, były przewodniczący Rady Narodowej i p.o. głowy państwa, ambasador Słowacji na Ukrainie, w Rosji i na Białorusi.

## Życiorys
Po ukończeniu studiów na wydziale filozofii Kijowskiego Uniwersytetu Państwowego pracował w Słowackiej Akademii Nauk w Koszycach, następnie był wykładowcą w wyższej szkole politycznej przy KC Komunistycznej Partii Słowacji. W latach 1979–1982 odbył aspiranturę na Uniwersytecie Kijowskim. W 1990 wraz z reformatorsko nastawionymi komunistami skupionymi wokół Petera Weissa współtworzył Partię Demokratycznej Lewicy (SDĽ). W latach 1995–1996 reprezentował Słowację na Ukrainie jako ambasador nadzwyczajny i pełnomocny (wcześniej od 1993 był radcą w ambasadzie Słowacji w Kijowie).
Od 1996 do 2001 stał na czele SDĽ. W latach 1998–2002 sprawował mandat poselski, pełnił w tymże okresie funkcję przewodniczącego Rady Narodowej, wykonując od 1998 do 1999 (wraz z premierem) obowiązki głowy państwa. Po 2002 związany z sektorem prywatnym. W 2009 objął stanowisko ambasadora Słowacji w Rosji (z akredytacją na Azerbejdżan i Armenię). Pełnił tę funkcję do 2014. W latach 2015–2016 pracował jako doradca premiera Słowacji do spraw polityki zagranicznej. W 2016 objął urząd ambasadora na Białorusi. Ustąpił z niego w 2020; podał się do dymisji po wzięciu udziału w paradzie w Mińsku, którą władze białoruskie zorganizowały w ramach obchodów 75. rocznicy zakończenia II wojny światowej mimo pandemii COVID-19.
Jego bratem był dyplomata Juraj Migaš, pełniący m.in. funkcję ambasadora na Węgrzech.